# .us

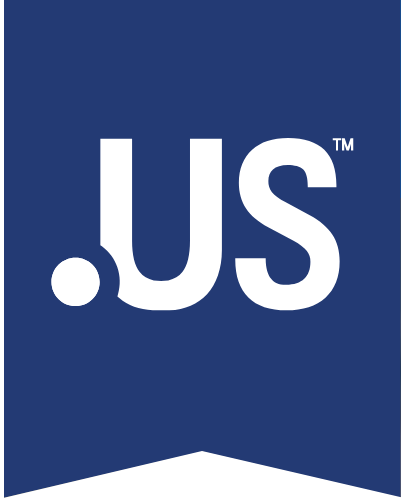
پسوند دامنه اینترنتی آمریکا (us.)

پسوند ‎.us‏ پسوند دامنه اینترنتی کشور آمریکا است. مسئول ثبت دامنه‌های با این پسوند نیو استار واقع در آرلینگتون کانتی ویرجینیا است طبق گزارش وب‌گاه این مرکز، تا اوایل آوریل ۲۰۰۸ بیش از یک میلیون دامنه با این پسوند در اینترنت ثبت شده‌است.

## پسوندهای عام این پسوند
- .us عمومی
- .dni.us: بنیادهای ملی
- .fed.us: دولت فدرال (هم‌معنی .gov)
- .isa.us: فقط برای دامنه Interstate Mining Compact Commission, استفاده شده است.imcc.isa.us)
- .kids.us: برای کودکان یا افراد زیر ۱۲ سال
- .nsn.us: بنیادهای بومی / ایالتی

## پسوندهای ایالتی
پسوندهای ایالتی در آمریکا با گذاشتن شناسه اختصاری دو حرفی نام ایالت (مانند MD برای ایالت مریلند) پیش از نقطه پسوند اینترنتی us درست می‌شود.
- .ak.us: آلاسکا
- .al.us: آلاباما
- .ar.us: آرکانزاس
- .az.us: آریزونا
- .ca.us: کالیفرنیا
- .co.us: کلورادو
- .ct.us: کنتیکت
- .de.us: دلاویر
- .fl.us: فلوریدا
- .ga.us: جورجیا
- .hi.us: هاوایی
- .ia.us: آیووا
- .id.us: آیداهو
- .il.us: ایلنوی
- .in.us: ایندیانا
- .ks.us: کانزاس
- .ky.us: کنتاکی
- .la.us: لویزیانا
- .ma.us: ماساچوست
- .md.us: مریلند
- .me.us: ایالت مین
- .mi.us: میشیگان
- .mn.us: مینه‌سوتا
- .mo.us: میسوری
- .ms.us: می‌سی‌سی‌پی
- .mt.us: مونتانا
- .nc.us: کارولینای شمالی
- .nd.us: داکوتای شمالی
- .ne.us: نبراسکا
- .nh.us: نیوهمپشایر
- .nj.us: نیوجرسی
- .nm.us: نیومکزیکو
- .nv.us: نوادا
- .ny.us: نیویورک
- .oh.us: اهایو
- .ok.us: اکلاهاما
- .or.us: ارگون
- .pa.us: پنسیلوانیا
- .ri.us: رود آیلند
- .sc.us: کارولینای جنوبی
- .sd.us: داکوتای جنوبی
- .tn.us: تنسی
- .tx.us: تگزاس
- .ut.us: یوتا
- .va.us: ویرجینیا
- .vt.us: ورمنت
- .wa.us: واشنگتن
- .wi.us: ویسکانسین
- .wv.us: ویرجینیای غربی
- .wy.us: وایومینگ

## پسوندهای کشورهای وابسته
- .as.us: ساموای آمریکا .as
- .dc.us: منطقه کلمبیا (واشنگتن دی سی)
- .gu.us: گوام .gu
- .pr.us: پرتو ریکو .pr
- .vi.us: جزایر ویرجین .vi